# Mugisuma
Mugisuma är ett periodiskt vattendrag i Burundi. Det ligger i den nordöstra delen av landet, 150 kilometer öster om huvudstaden Bujumbura.
I omgivningarna runt Mugisuma växer huvudsakligen savannskog. Runt Mugisuma är det ganska tätbefolkat, med 120 invånare per kvadratkilometer.